# Raphidiocystis jeffreyana
Raphidiocystis jeffreyana là một loài thực vật có hoa trong họ Cucurbitaceae. Loài này được R.Fern. & A.Fern. miêu tả khoa học đầu tiên năm 1962.